# 宇治エネルギーセンター
宇治エネルギーセンター（うじエネルギーセンター）は、京都府宇治市にある火力発電所。

## 概要
大阪瓦斯の子会社である株式会社ガスアンドパワーインベストメント（現・株式会社ガスアンドパワー）によって建設され、2004年10月から運転を開始、特定規模電気事業者(PPS)向けとして電力および蒸気をユニチカ宇治事業所へ供給している。

## 発電設備
- 総出力：66,800kW[1]

1号機
発電方式：多軸型コンバインドサイクル発電方式
定格出力：6.68万kW
　ガスタービン：3万800kW × 2軸
　蒸気タービン：5,200kW × 1軸
使用燃料：都市ガス
営業運転開始：2004年10月